# Noviercas
Noviercas es un municipio y localidad española de la provincia de Soria, en la comunidad autónoma de Castilla y León. Perteneciente a la comarca del Moncayo, cuenta con una población de 172 habitantes (INE 2024).

## Geografía
El municipio, con un área de 91,56 km², está situado en el este de la provincia de Soria, muy cercano con el límite de la provincia de Zaragoza. Su horizonte queda ceñido en toda la redonda por las estribaciones del Madero, Toranzo, Tablado, Cardejón y Tajahuerce. Al fondo, tras el Madero y Toranzo se vislumbra la imponente mole del Moncayo. Por el estrecho que separa a las dos primeras se abre paso el río Araviana, antiguamente llamado Torrambril, por un paraje de gran belleza.

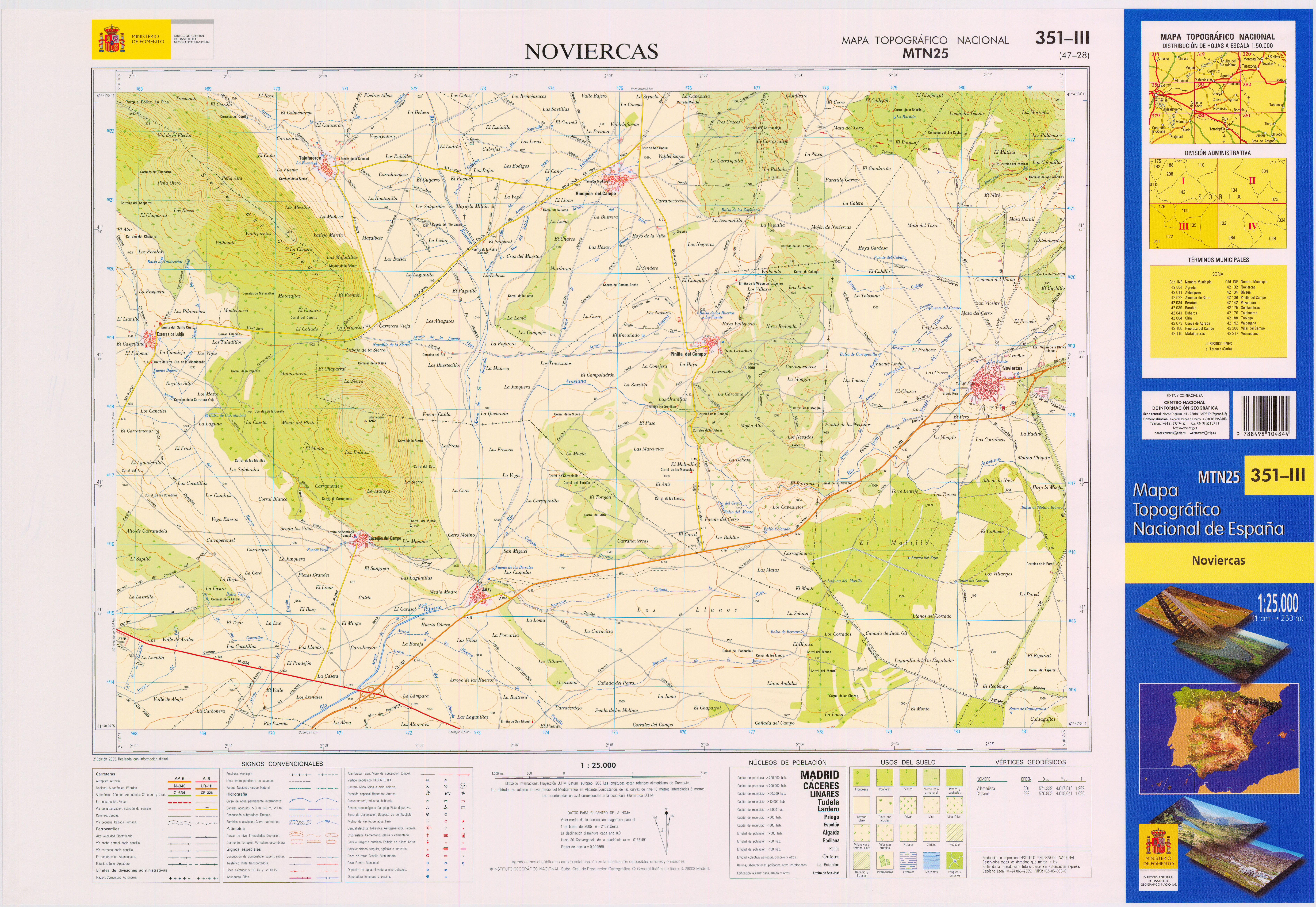
Hoja 351-III del Mapa Topográfico Nacional correspondiente a Noviercas

En el municipio, e incluido en la Red Natura 2000, se encuentra el Lugar de Interés Comunitario conocido como Quejigares y encinares de Sierra del Madero, que ocupa 386 hectáreas, el 5 % del término.
Perteneciente a la comarca del Moncayo, en el ámbito judicial el municipio está adscrito al partido judicial de Soria. Desde el punto de vista jerárquico de la Iglesia católica forma parte de la diócesis de Osma la cual, a su vez, pertenece a la archidiócesis de Burgos.

## Historia
Se tiene constancia de que hubo ya asentamientos humanos hace más de 4000 años como atestiguan los restos líticos y de cerámica campaniforme del poblado neolítico de La Losilla a menos de un kilómetro de distancia de la localidad. El nombre de Noviercas, de clara procedencia latina, indicaría que los romanos pasaron por el lugar, además de dejar algún vestigio arqueológico: fuente romana, estela funeraria, etc.
El monumento más icónico de Noviercas es su torre árabe del siglo X, desde donde se puede divisar todo el territorio. Permitía la comunicación con el resto de las torres de la comarca. Tras la reconquista cristiana, Noviercas pasó a ser una aldea perteneciente a la Comunidad de Villa y Tierra de Soria hasta su independencia de esta al serle concedido el título de villa por el rey Carlos I en 1537. De la época medieval también son dos de las famosas leyendas que se transmitirían de generación en generación hasta llegar a nuestros días. La primera es la de los Siete Infantes de Lara que cuenta que tras una traición fueron asesinados y enterrados por aquí. La otra es la que cuenta que doña Urraca, reina de Castilla, se refugió en la torre noviercana cuando fue repudiada por su marido Alfonso el Batallador. Leyendas con una base histórica que quizás algún día no muy lejano se pueda demostrar su veracidad.
A través de la fábrica de su enorme iglesia también se pueden sacar datos de su historia. Se empezó a construir en el siglo XVI en estilo gótico tardío. En el siglo XVII se hizo la ampliación barroca y posteriormente en el XVIII se le añadió la portada neoclásica. Su gran tamaño hace pensar que estas centurias fueron de un gran dinamismo económico y demográfico.
Hacia mediados del siglo XIX, la villa tenía contabilizada una población de 970 habitantes. Aparece descrita en el decimosegundo volumen del Diccionario geográfico-estadístico-histórico de España y sus posesiones de Ultramar de Pascual Madoz de la siguiente manera:

NOVIERCAS: v. con ayunt. en la prov. de Soria (5 leg.), part. jud. de Agreda (4), aud. terr. y c. g. de Burgos (30), dióc. de Osma (15): sit. en 1 pequeña colina con libre ventilacion y clima frio; las enfermedades mas comunes son pulmonías, paralisis y pleuresias; tiene 234 casas, la consistorial con cárcel, una ant. torre que tambien sirve de prisiones; escuela de instruccion primaria á cargo de 1 maestro dotado con 1,100 rs.; 1 fuente de buenas aguas; igl. parr. (San Justo y Pastor) servida por 1 cura y 1 sacristan: térm., confina con los de Olbega, Torrubia, Tordesalas, Pinilla é Hinojosa; dentro de esta circunferencia se encuentran 1 fuente y 5 ermitas (San Sebastian, San Vicente, San Roque, Ntra. Sra. la Blanca y la Soledad); hállanse tambien los desp. de la Torre y Cabezuelos: el terreno, llano en su mayor parte á escepcion de lo que está en la sierra del Madero, es de regular calidad; comprende 3 montes poblados de encina, roble, chaparro y otras matas; le baña un arroyo denominado Torrambril: caminos: los que dirigen á los pueblos limítrofes, en buen estado: correo: se recibe y despacha en la cab. del part. por un baligero. prod.: cereales, legumbres, patatas, hortalizas, leñas de combustible y pastos, con los que se mantiene ganado lanar, cabrío, vacuno, mular y de cerda; hay caza de conejos, liebres y perdices; pesca de truchas y peces pequeños. ind.: la agrícola, 6 molinos harineros y varios telares de paños ordinarios. comercio: esportacion del sobrante de frutos, ganado, lanar y algunos paños, é importacion de los artículos que faltan. pobl.: 242 vec., 970 alm. cap. imp.: 204,577 rs. 16 maravedís.
(Madoz, 1849, p. 187)

## Demografía
Cuenta con una población de 172 habitantes (INE 2024).
| Gráfica de evolución demográfica de Noviercas entre 1842 y 2021                                                       |
| |
| Población de derecho según los censos de población del INE. Población de hecho según los censos de población del INE. |

## Patrimonio

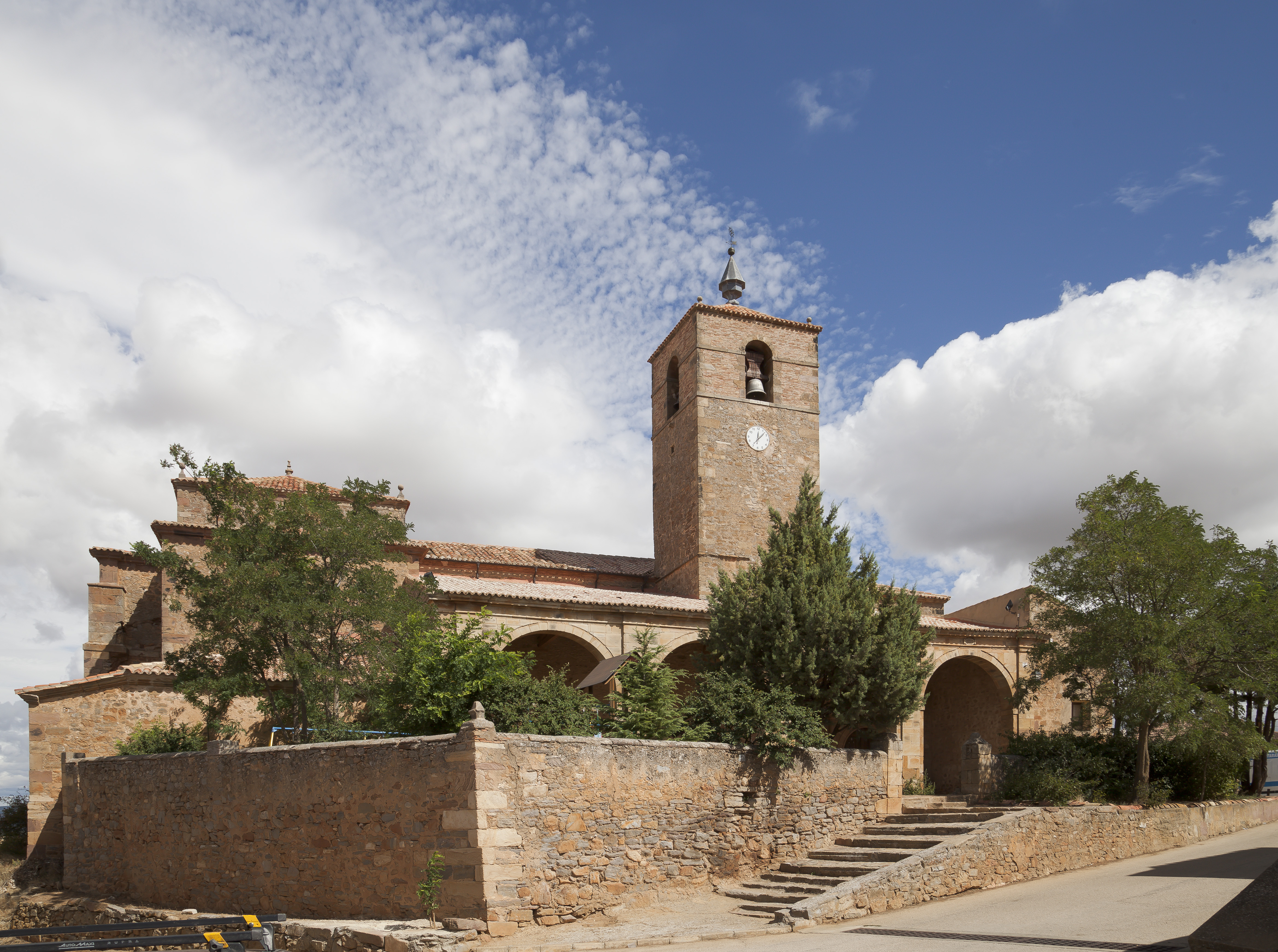
Iglesia de los Santos Justo y Pastor

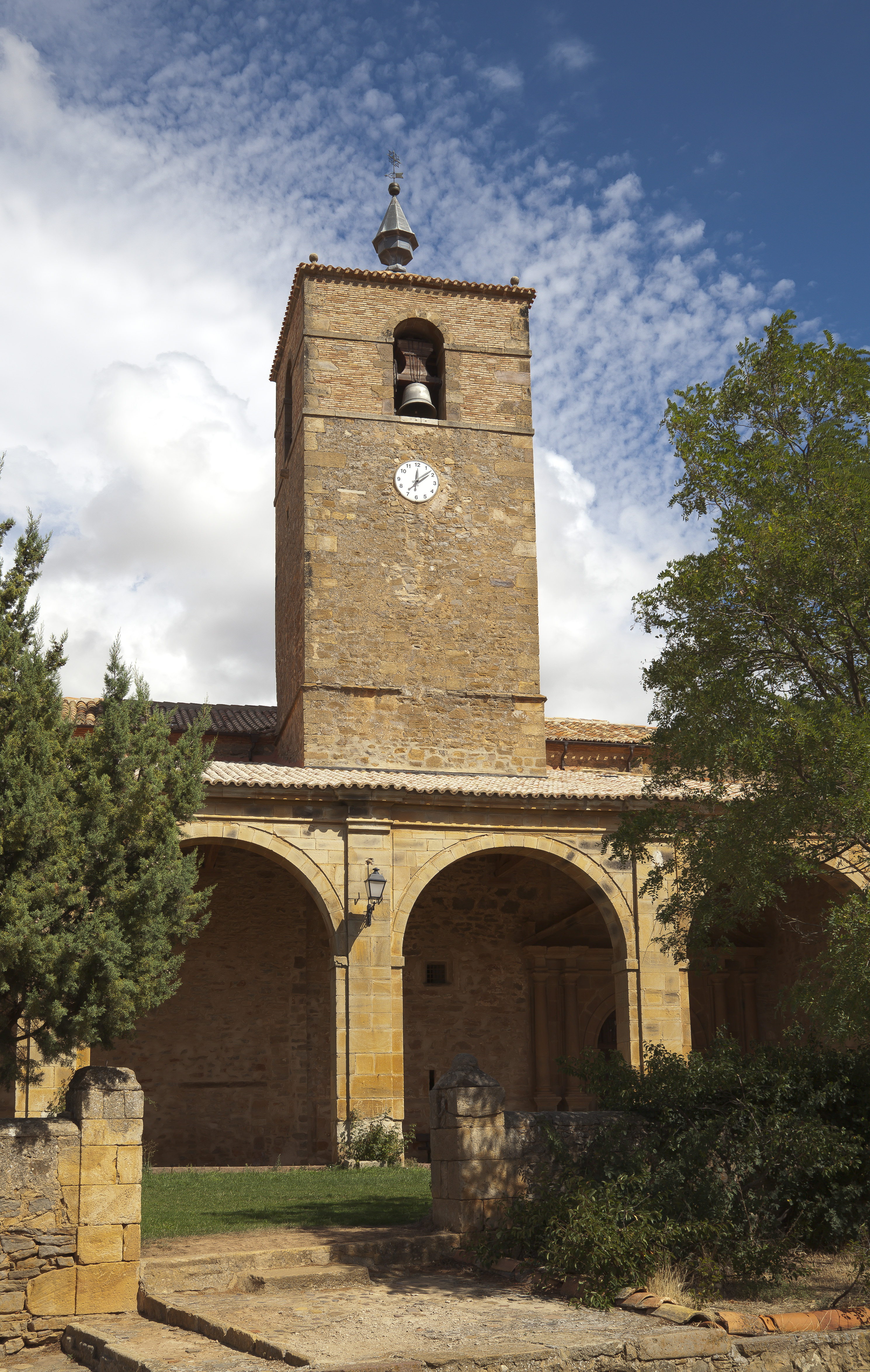
Vista de la iglesia

- Iglesia parroquial de los santos Justo y Pastor.[2] A comienzos del siglo XVI se comienza a construir la actual iglesia en estilo gótico tardío posiblemente sobre los restos de una primitiva iglesia románica que se quedaría pequeña ante el fuerte aumento demográfico de esta época. No queda ningún vestigio de ello excepto la hermosa pila de agua bendita, aunque existe una anotación al margen en un libro parroquial que dice que fue trasladada en 1858 desde el despoblado de Los Cabezuelos. La iglesia de Noviercas es mucho más grande que cualquiera de las de la comarca. En el siglo XVI se erige la primitiva fábrica gótica que vemos actualmente en la parte de atrás y en el siglo XVII se construye la ampliación en estilo barroco acompañada de un cambio en la orientación del edificio. Su planta consta de una sola nave repartida en cinco tramos que culmina en una cabecera rectangular y capillas a los lados que hacen las veces de naves laterales. A la obra gótica corresponde el segundo tramo de la nave, las dos últimas capillas del lado de la epístola, la capilla que al lado del evangelio comunica con el tramo central de la nave y el cuerpo bajo de la torre que se eleva a continuación de esta última dependencia. La reforma del siglo XVII empleó en las cubiertas bóvedas de yesería, subdivididas en numerosas formas geométricas y cúpula en el tramo del crucero, cobijada al exterior por un cimborrio de planta cuadrada. La inscripción «año 1867», inserta en la galería porticada que se alza en el frente meridional de la iglesia, advierte de la época en que se llevó a cabo la renovación del edificio. En las capillas laterales en el lado derecho se encuentra un retablo del calvario (posiblemente el altar mayor de la antigua fábrica gótica) y una tabla de la flagelación, ambos de estilo renacentista.
- Torreón de Noviercas. Si por algo se conoce a Noviercas, aparte de por la estancia de Bécquer, es por su espléndido y bien conservado torreón árabe. Es quizás una de las muestras más antiguas y mejores que quedan en la península de ese tipo de fortificaciones. Destaca sobre el resto del caserío de la villa de Noviercas por su altura, 23,5 metros, y su solidez. La entrada está colocada a 3,5 m del suelo en la fachada sur en forma de arco de herradura árabe. Las tres cuartas partes de abajo serían de esta época, finales del siglo X, aunque también hay algún historiador que la adelanta en un siglo y otros que la retrasan hasta la siguiente centuria. La parte final de arriba con los matacanes y almenas correspondería a una reforma de finales del siglo XIV a principios del XV, cuando se utilizó en los enfrentamientos de los reinos de Castilla y Aragón. Desde la terraza se podían poner en comunicación las diversas torres o atalayas de esta parte de la Marca media en la época musulmana cuyo cuartel general estaba en Medinaceli. Está rodeada de una tosca muralla alrededor de ella que se aprovechó como pared trasera de las casas que la rodean. Gran parte de ella ha desaparecido por este motivo aunque en alguna casa todavía se puede ver algún resto. Se encuentra en un excelente estado de conservación. Se restauró hacia el año 1975 y posteriormente en 1998 pasó a ser el punto de partida de la denominada "Ruta de los torreones" con una excelente exposición permanente que se puede visitar in situ.
- Teleclub Gustavo Adolfo Bécquer. La instalación original se edificó en 1970, cuando la recepción de las emisiones fue posible por primera vez en la población. El edificio fue rehabilitado en la tercera década del siglo XXI con un proyecto que fue nominado a los premios de Arquitectura Contemporánea de la Unión Europea, los Mies van der Rohe. El proyecto también fue finalista de los premios FAD 2020 y ha recibido una mención especial en los galardones de arquitectura Hispalyt. Llevados a cabo por Rocío García (32 años) y Pedro Torres (33), dos jóvenes arquitectos de BYZNA Estudios, parte del respeto a la arquitectura clásica del entorno y de las condiciones climáticas con inviernos muy fríos y veranos sofocantes, adoptando soluciones sencillas y flexibles. Así mientras se protege de la influencia del norte para protegerse del viento, el edificio se abre al sur para aprovechar el sol.[4]

## Fiestas
La villa de Noviercas celebra sus fiestas patronales en el último fin de semana de agosto durante cinco días. Lo más destacado son las capeas y verbenas en la Plaza Mayor. También son importantes las peñas, popularmente llamadas "terrizos" , donde se obsequia a los visitantes con vino y melocotones y se reúnen sus miembros para comer y cenar. La siguiente fiesta en importancia es la romería a la Virgen del Remedio que se celebra en mayo el sábado anterior a la festividad de la Ascensión y que los noviercanos denominan fiesta de la "letanía". La ermita está situada a 7 km del pueblo y allí se trasladan para celebrar festividad, comiendo en el campo en un bello paraje. En los últimos años también se ha recuperado los festejos de carnaval o de los "quintos"  gracias a la actividad de la asociación cultural Nueva Elevada, en fecha variable, un sábado del mes de febrero. Otras celebraciones son la Feria del Moncayo, a finales de septiembre y San Isidro el 15 de mayo.